# Morgan De Sanctis
Morgan De Sanctis (* 26. března 1977, Guardiagrele, Itálie) je od léta 2024 sportovní ředitel Palerma a bývalý italský fotbalový brankář. Má stříbrnou medaili z ME 2012.

## Kariéra

### Klubová
Již od mládí byl hráčem Pescary a od roku 1994 do 1997 již chytal za dospělé ve druhé lize. Poté odešel jako velký talent do Juventusu za 1,5 miliard lir. Jenže přes velkou konkurenci si během dvou let zachytal jen ve 4 zápasech. I tak má s Bianconeri titul ze sezony 1997/98.
V roce 1999 odešel do Udinese, kde odchytal osm sezon. Během tohoto působení odchytal celkem 230 utkání a inkasoval 285 branek. Zahrál si i v LM a nejlepšího umístění v lize dosáhl v sezoně 2004/05 (4. místo). V evropských pohárech vyhrál Pohár Intertoto 2000. Dne 8. června 2007 zrušil smlouvu chybnou aplikací tzv. Websterova pravidla. Případ se dostal až před Mezinárodní sportovní arbitráž ve švýcarském městě Lausanne, která mu nařídila zaplatit kompenzaci ve výši 2 250 055 €.
V roce 2007 odešel do španělského klubu Sevilla FC, odkud v sezóně 2008/09 hostoval v tureckém Galatasaray.
V létě 2009 se vrátil do Itálie, zamířil do Neapole, kde působil čtyři sezony. S klubem vyhrál italský pohár 2011/12 a v následující sezoně 2012/13 obsadil 2. místo v lize. Poté byl prodán do Říma v létě 2013. Dvě sezony byl jedničkou, jenže ve třetí sezoně přišel Wojciech Szczęsny a musel mu místo přenechat. Po sezoně se rozhodl že odejde do francouzského Monaka, kde po 8 utkání za celou sezonu ukončil kariéru. I tak slavil s klubem vítězství v lize.

### Reprezentační

#### Juniorská
Za reprezentaci Itálie U21 vyhrál zlatou medaili na ME U21 2000 i když neodchytal žádné utkání.

#### Seniorská
Za reprezentaci odchytal 6 utkání. První utkání odehrál ve věku 28 let 30. března 2005 proti Islandu (0:0). Trenér Roberto Donadoni jej povolal na ME 2008. Na turnaji neodehrál žádné utkání a také na Konfederačním poháru 2009, kde byl nominován neodehrál žádné utkání. Vzhledem ke stálým výkonům jasné brankářské jedničky reprezentace Gianluigi Buffona dostával příležitost v bráně jen sporadicky. Poslední utkání odchytal 16. října 2012 proti Dánsku (3:1).

## Přestupy
- Pescara – Juventus za 750 000 Euro
- Udinese – Sevilla zadarmo
- Sevilla – Galatasaray za 500 000 Euro (hostování)
- Sevilla – Neapol za 1 900 000 Euro
- Neapol – Řím za 500 000 Euro
- Řím – Monako zadarmo

## Statistika

### Klubová
| Sezóna             | Klub               | Liga               | Liga   | Liga       | Národní poháry | Národní poháry | Národní poháry | Kontinentální poháry | Kontinentální poháry | Kontinentální poháry | Celkem | Celkem     |
| Sezóna             | Klub               | Soutěž             | Zápasy | Obdr. góly | Soutěž         | Zápasy         | Obdr. góly     | Soutěž               | Zápasy               | Obdr. góly           | Zápasy | Obdr. góly |
| ------------------ | ------------------ | ------------------ | ------ | ---------- | -------------- | -------------- | -------------- | -------------------- | -------------------- | -------------------- | ------ | ---------- |
| 1994/95            | Pescara            | Serie B            | 30     | 49         | IP             | 0              | 0              | -                    | 0                    | 0                    | 30     | 49         |
| 1995/96            | Pescara            | Serie B            | 18     | 31         | IP             | 2              | 4              | -                    | 0                    | 0                    | 20     | 35         |
| 1996/97            | Pescara            | Serie B            | 26     | 23         | IP             | 3              | 3              | -                    | 0                    | 0                    | 29     | 26         |
| Celkem za Pescaru  | Celkem za Pescaru  | Celkem za Pescaru  | 74     | 103        | -              | 5              | 7              | -                    | 0                    | 0                    | 79     | 110        |
| 1997/98            | Juventus           | Serie A            | 0      | 0          | IP+IS          | 0+0            | 0              | LM                   | 0                    | 0                    | 0      | 0          |
| 1998/99            | Juventus           | Serie A            | 3      | 2          | IP+IS          | 1+0            | 0              | LM                   | 0                    | 0                    | 4      | 2          |
| Celkem za Juventus | Celkem za Juventus | Celkem za Juventus | 3      | 2          | -              | 1              | 0              | -                    | 0                    | 0                    | 4      | 2          |
| 1999/00            | Udinese            | Serie A            | 7      | 10         | IP             | 1              | 3              | PU                   | 2                    | 2                    | 10     | 15         |
| 2000/01            | Udinese            | Serie A            | 3      | 6          | IP             | 2              | 3              | -                    | 0                    | 0                    | 5      | 9          |
| 2001/02            | Udinese            | Serie A            | 10     | 13         | IP             | 4              | 2              |                      | 0                    | 0                    | 14     | 15         |
| 2002/03            | Udinese            | Serie A            | 34     | 35         | IP             | 0              | 0              | -                    | 0                    | 0                    | 34     | 35         |
| 2003/04            | Udinese            | Serie A            | 34     | 40         | IP             | 0              | 0              | PU                   | 2                    | 2                    | 36     | 42         |
| 2004/05            | Udinese            | Serie A            | 36     | 38         | IP             | 4              | 9              | PU                   | 2                    | 3                    | 42     | 50         |
| 2005/06            | Udinese            | Serie A            | 34     | 45         | IP             | 4              | 5              | LM+PU                | 8+4                  | 14+3                 | 50     | 67         |
| 2006/07            | Udinese            | Serie A            | 36     | 50         | IP             | 3              | 2              | -                    | 0                    | 0                    | 39     | 52         |
| Celkem za Udinese  | Celkem za Udinese  | Celkem za Udinese  | 194    | 237        | -              | 18             | 24             | -                    | 18                   | 24                   | 230    | 285        |
| 2007/08            | Sevilla            | Primera División   | 8      | 7          | ŠP+ŠS          | 4+0            | 5+0            | LM+ES                | 1+0                  | 0                    | 13     | 12         |
| 2008/09            | Galatasaray        | Süper Lig          | 31     | 35         | TP+TS          | 0+0            | 0              | PU                   | 10                   | 12                   | 41     | 47         |
| 2009/10            | Neapol             | Serie A            | 38     | 43         | IP             | 1              | 0              | -                    | 0                    | 0                    | 39     | 43         |
| 2010/11            | Neapol             | Serie A            | 38     | 38         | IP             | 1              | 0              | EL                   | 10                   | 11                   | 49     | 50         |
| 2011/12            | Neapol             | Serie A            | 37     | 46         | IP             | 4              | 2              | LM                   | 8                    | 11                   | 49     | 59         |
| 2012/13            | Neapol             | Serie A            | 34     | 28         | IP+IS          | 1+1            | 2+4            | EL                   | 2                    | 5                    | 38     | 39         |
| Celkem za Neapol   | Celkem za Neapol   | Celkem za Neapol   | 147    | 156        | -              | 8              | 8              | -                    | 20                   | 27                   | 175    | 191        |
| 2013/14            | Řím                | Serie A            | 36     | 23         | IP             | 3              | 5              | -                    | 0                    | 0                    | 39     | 28         |
| 2014/15            | Řím                | Serie A            | 35     | 26         | IP             | 0              | 0              | LM+EL                | 4+0                  | 11                   | 39     | 37         |
| 2015/16            | Řím                | Serie A            | 4      | 7          | IP             | 1              | 0              | LM                   | 1                    | 0                    | 6      | 7          |
| Celkem za Řím      | Celkem za Řím      | Celkem za Řím      | 75     | 56         | -              | 4              | 5              | -                    | 5                    | 11                   | 84     | 72         |
| 2016/17            | Monako             | Ligue 1            | 1      | 1          | FP             | 5              | 14             | LM                   | 2                    | 3                    | 8      | 18         |
| Celkově            | Celkově            | Celkově            | 533    | 596        | -              | 45             | 63             | -                    | 56                   | 79                   | 634    | 737        |

### Reprezentační

#### Statistika na velkých turnajích
| Itálie | OH 2000 | Neodehrál žádné ze 4 utkání |
| Itálie | ME 2008 | Neodehrál žádné ze 4 utkání |
| Itálie | MS 2010 | Neodehrál žádné ze 3 utkání |
| Itálie | ME 2012 | Neodehrál žádné z 6 utkání  |

## Úspěchy

### Klubové

#### Národní
- vítěz italské ligy (1x)

Juventus: 1997/98
- vítěz francouzské ligy (1x)

Monako: 2016/17
- vítěz italského poháru (1x)

Neapol: 2011/12
- vítěz španělského superpoháru (1x)

Sevilla: 2007
- vítěz tureckého superpoháru (1x)

Galatasaray: 2008

#### Kontinentální
- vítěz poháru Intertoto (1x)

Udinese: 2000

### Reprezentační
- 1× na MS (2010)
- 2× na ME (2008, 2012)
- 1× na LOH (2000)
- 1× na ME U21 (2000 - zlato)
- 1× na Konfederačním poháru FIFA (2009)